# 완주 대각사 목우자수심결
완주 대각사 목우자수심결(完州 大覺寺 牧牛子修心訣)은 대한민국 전북특별자치도 완주군 봉동읍, 대각사에 있는 조선시대의 책이다. 2016년 12월 9일 전라북도의 유형문화재 제239호로 지정되었다.

## 지정 사유
완주 대각사 소장 <목우자수심결>은 보조국사 지눌의 선 수행관을 9조목으로 나누어 문답한 수행의 지침서로, 현존본의 대부분은 9행 17자의 판식인데 반하여 10행 16자의 윤필암본과 같아 그 희소성을 인정받아 1988년 보물 제959호로 지정된 경주 기림사 소장본과 동일한 판본이다. 기림사 본에는 없는 <계초심학인문>이 합철되어 있어 자료적 가치가 크다.

## 같이 보기
- 목우자수심결

## 참고 자료
- 완주 대각사 목우자수심결 - 국가유산청 국가유산포털